# PWS-20
PWS-20 – polski ośmiomiejscowy samolot pasażerski w układzie górnopłata z końca lat 20. XX wieku konstrukcji inż. Zbysława Ciołkosza, zbudowany w Podlaskiej Wytwórni Samolotów w Białej Podlaskiej. Oblatana w marcu 1929 roku maszyna była pierwszym samolotem pasażerskim polskiej konstrukcji. Zbudowano dwa egzemplarze PWS-20, które były testowane w PLL LOT, jednak okazały się droższe w eksploatacji od Fokkerów F.VII/1m i model nie został skierowany do produkcji seryjnej. Powstał też projekt wersji wojskowej – wodnosamolotu pływakowego PWS-20ter/hydro, jednak nie został zrealizowany.

## Historia
W drugiej połowie 1927 roku Ministerstwo Komunikacji ogłosiło konkurs na projekt ośmiomiejscowego samolotu pasażerskiego dla sześciu pasażerów i dwóch członków załogi, przeznaczonego do przewozu osób i towarów w krajowej komunikacji lotniczej. Najlepsze miejsce w rozstrzygniętym 10 grudnia 1928 roku konkursie – II – przypadło konstrukcji inż. Zbysława Ciołkosza z Podlaskiej Wytwórni Samolotów oznaczonej PWS-20. Samolot PWS pokonał w rywalizacji sześciu rywali, wśród których znajdowały się cztery projekty PZL (T.200, T.400, T.600 i Y), jeden zakładów Plage i Laśkiewicz (Lublin R.IX) i jeden z WWS Samolot (MN-2). Dzięki subwencji w wysokości 75 000 złotych pochodzącej z Ligi Obrony Powietrznej i Przeciwgazowej w 1928 roku rozpoczęła się budowa prototypu samolotu zgodnie z dokumentacją opracowaną przez inż. Ciołkosza wspólnie z inż. Antonim Uszackim. Płatowiec, nazwany PWS-20T (litera „T” oznaczała „transportowy”) oblatany został 12 marca 1929 roku na lotnisku w Białej Podlaskiej przez pilota fabrycznego Franciszka Rutkowskiego, w pierwszym locie zamiast kół zamontowane były narty. 16 marca dokonano pierwszego startu na podwoziu kołowym, podczas którego w pełni obciążony samolot uzyskał pułap 3850 metrów.

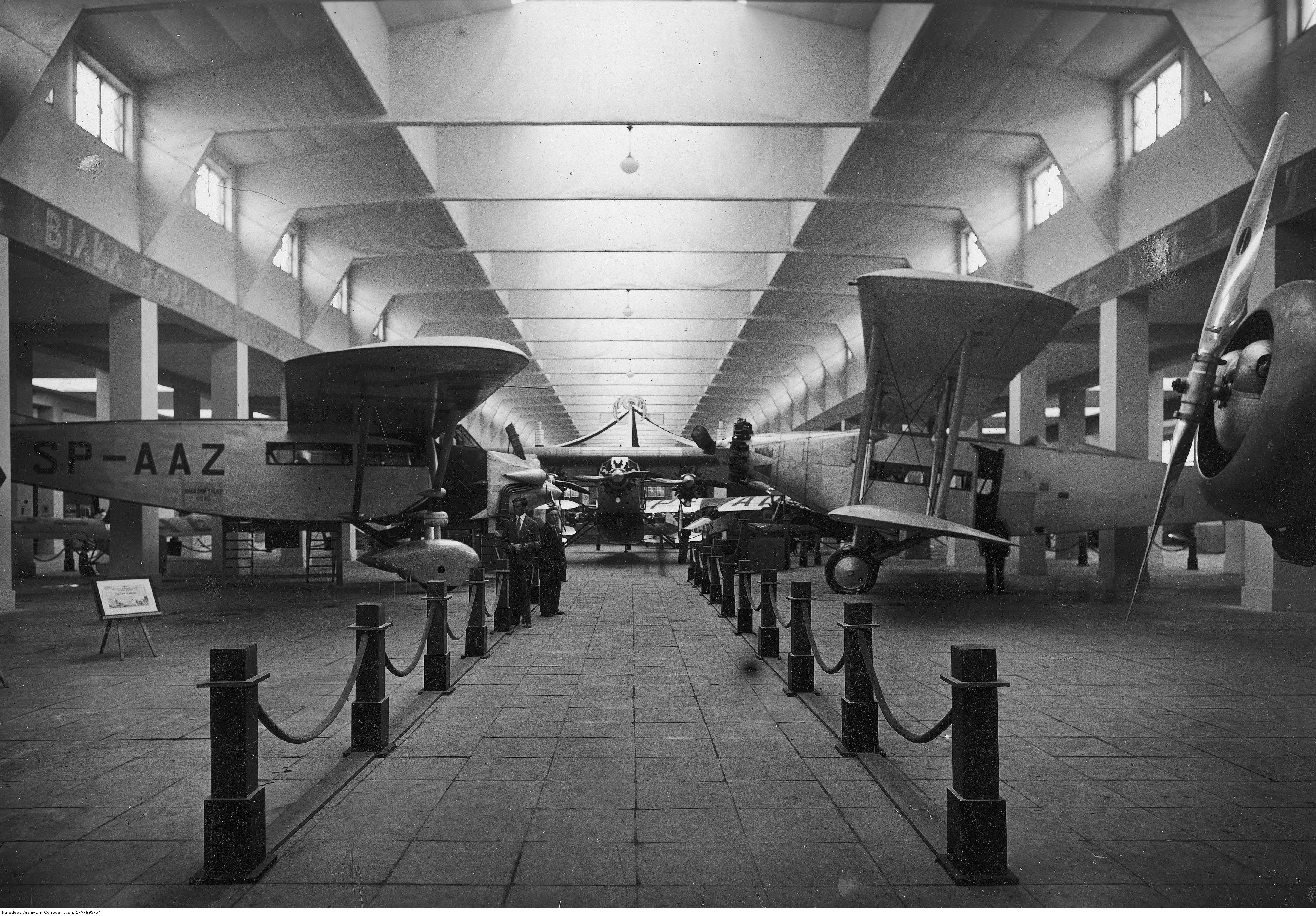
PWS-20 (z lewej) i Lublin R.IX (z prawej) na Międzynarodowej Wystawie Komunikacji i Turystyki w Poznaniu.

Po pomyślnym zakończeniu prób fabrycznych samolot został zakupiony przez Ministerstwo Komunikacji, a 9 kwietnia 1929 roku nadano mu imię „Gniezno”. W czerwcu tego roku samolot przeszedł próby statyczne, po czym został zaprezentowany publiczności na Powszechnej Wystawie Krajowej w Poznaniu. Jesienią PWS-20 testowany był zarówno w IBTL, jak też w PLL LOT. Po przeprowadzeniu prób użytkowych LOT zwrócił samolot do wytwórni w celu dokonania modyfikacji: poszerzenia podwozia, poprawy chłodzenia silnika i rozmieszczenia rur wydechowych oraz przebudowy kabiny pasażerskiej. Po dokonaniu przeróbek w 1930 roku prototyp otrzymał oznaczenie PWS-20bis i znaki rejestracyjne SP-AAZ, po czym powrócił do PLL LOT, gdzie otrzymał imię „Zula”. W tym samym czasie powstał drugi egzemplarz PWS-20 (numer fabryczny 1), który otrzymał znaki rejestracyjne SP-AAY i także trafił do LOT, nazwany „Yaga”. W lipcu i sierpniu 1930 roku PWS-20bis eksponowano na Międzynarodowej Wystawie Komunikacji i Turystyki w Poznaniu (m.in. wraz z Lublinem R.IX, Lublinem R.XI i Fokkerem F.VIIb/3m) . Do 1931 roku obie maszyny wykonały loty o łącznym czasie 130 godzin, początkowo obsługując trasę Warszawa – Bukareszt, a następnie przewożąc m.in. na trasie ze Lwowa do Warszawy ciastka z cukierni Ludwika Zalewskiego czy wyroby czekoladowe Wedla. Samoloty oceniono pozytywnie pod względem własności pilotażowych i osiągów, jednak miały dużo wyższe koszty eksploatacji w stosunku do używanych przez LOT Fokkerów F.VII/1m. Z tego względu maszyny nie weszły do eksploatacji i skasowano je w 1933 roku – jeden w Poznaniu, a drugi w Warszawie.
W budowie znajdował się też trzeci egzemplarz PWS-20, dla którego zarezerwowano znaki rejestracyjne SP-AAX. Po wycofaniu się Ministerstwa Komunikacji z finansowania jego budowy, próbowano ukończyć go jako samolot długodystansowy, przeznaczony do lotów rekordowych (przelot przez Atlantyk czy lot dookoła świata). W tym celu miał on mieć pływaki oraz zbiorniki paliwa powiększone do 1500 litrów, co zapewniałoby zasięg wynoszący 6450 km. Planowano też wykorzystanie go do obsługi połączeń lotniczych z Danią i Szwecją, jednak z powodów finansowych budowy samolotu nie dokończono.
PWS-20 był pierwszym skonstruowanym i wykonanym w Polsce samolotem pasażerskim.

### Wersja wojskowa (PWS-20ter/hydro)
PWS-20 oferowany był także lotnictwu wojskowemu w wersji torpedowo-bombowej. Wodnosamolot miał mieć szeroko rozstawione drewniane pływaki konstrukcji PWS i załogę składającą się z trzech osób (pilota, obserwatora i strzelca pokładowego). W założeniu mógł przenosić torpedę lotniczą lub bomby głębinowe o masie 700 kg. Uzbrojenie obronne miało się składać z dwóch ruchomych karabinów maszynowych: jeden umieszczony na obrotnicy na grzbiecie kadłuba oraz drugi do osłony tylnej dolnej półsfery. Projekt miał być konkurencyjny wobec pomysłu adaptacji samolotów bombowych Farman F-68 Goliath na morskie, jednak żadnego z tych przedsięwzięć nie zrealizowano.

## Opis konstrukcji i dane techniczne

Silnik Lorraine Dietrich 12 Eb eksponowany w MLP w Krakowie

PWS-20 był jednosilnikowym, ośmiomiejscowym górnopłatem pasażerskim o konstrukcji mieszanej. Kadłub tworzyła kratownica z prostokątnych rur duralowych (przód) oraz spawanych rur stalowych (część tylna), wykrzyżowana cięgnami stalowymi, pokryta sklejką. Kabina załogi dwumiejscowa, umieszczona powyżej kabiny pasażerskiej i oddzielona od przedziału silnikowego ścianą ogniową z otwieranym włazem. Miejsce pilota znajdowało się z prawej strony, wyposażone w wolant i orczyk. Samolot miał zdublowane sterowanie (drążek sterowy przed fotelem mechanika wyjmowany). Osłona kabiny stała, z możliwością awaryjnego zrzutu do wykonania skoku ze spadochronem. 
Kabina pasażerska wyposażona była w sześć foteli z możliwością zamontowania dwóch siedzeń składanych, kryta od wewnątrz sklejką oklejoną dermą, o wymiarach 1,54 × 1,80 × 3,15 metra; za kabiną znajdowała się toaleta. Drzwi do kabiny usytuowane z lewej strony kadłuba; w suficie znajdował się oszklony właz awaryjny. Bagażnik główny znajdował się pod kabiną załogi i mieścił bagaż o masie do 170 kg, bagażnik dodatkowy na 50 kg umieszczony był za toaletą.
Płaty prostokątne z zaokrąglonymi końcówkami, dwudźwigarowe, dwudzielne, konstrukcji drewnianej; do pierwszego dźwigara kryte sklejką, dalej płótnem. Skrzydła o rozpiętości 17,6 metra podparte były dwiema parami zastrzałów i ważyły 500 kg. Profil płata Bobek B4. Powierzchnia nośna wynosiła 52,9 m². Lotki kryte płótnem, ze skrzydełkami odciążającymi. Obciążenie powierzchni wynosiło 60,5 kg/m², zaś współczynnik obciążenia niszczącego miał wartość 7.
Długość samolotu wynosiła 12,67 metra, a wysokość 3,71 metra. Masa własna płatowca wynosiła 1850 kg, masa użyteczna 1350 kg, zaś masa całkowita (startowa) 3200 kg. Usterzenie klasyczne, drewniane, kryte płótnem, ze statecznikiem pionowym usztywnionym cięgnami oraz statecznikami poziomymi podpartymi pojedynczymi zastrzałami. Podwozie główne początkowo osiowe, z rur stalowych i duralowych, o rozstawie 2,5 metra, amortyzowane sznurem gumowym; po przeróbce trójgoleniowe wsparte o kadłub i zastrzały, amortyzowane sznurem gumowym, z rozstawem kół powiększonym do 3,54 metra. Z tyłu płoza ogonowa, wykonana ze blachy duralowej, także amortyzowana sznurem gumowym.
Napęd stanowił chłodzony cieczą 12-cylindrowy silnik widlasty w układzie W Lorraine-Dietrich 12 Eb produkcji Polskich Zakładów Škody o mocy nominalnej 336 kW (450 KM) przy 1850 obr./min, mocy startowej 478 KM i masie 400 kg, napędzający stałe, metalowe, dwułopatowe śmigło ciągnące firmy HKW o średnicy 3,3 metra. Łoże silnika spawane z rur, belek i wręg stalowych, osłony z blachy duralowej. Pod silnikiem znajdowała się chłodnica Lamblin. Obciążenie mocy wynosiło 7,1 kg/KM. Umieszczone w skrzydłach zbiorniki paliwa miały pojemność 600 litrów; w tyle kadłuba znajdował się dodatkowy zbiornik mieszczący 80 litrów, napełniany w celu wyważenia samolotu. Prędkość maksymalna wynosiła 178 km/h, prędkość przelotowa 160 km/h, zaś prędkość minimalna 93 km/h. Przelotowe zużycie paliwa wynosiło 100-110 litrów/h. Maszyna osiągała pułap 3800 metrów z prędkością wznoszenia wynoszącą 3,4 m/s. Samolot charakteryzował się rozbiegiem wynoszącym 150 metrów, zaś zasięg wynosił 800 km.

### Malowanie
Samoloty PWS-20 malowane były na kolor srebrny, z ciemnoniebieskimi krawędziami płatów, usterzenia oraz przodem i spodem kadłuba. Znaki rejestracyjne w kolorze czarnym malowane były na płacie oraz kadłubie.